# VAXmate
VAXMate (Virtual Address eXtension Mate) — IBM PC/AT-совместимый персональный компьютер от Digital Equipment Corporation.

## Описание
VAXmate был представлен Digital Equipment Corporation в сентябре 1986 года и позиционировался как замена Rainbow 100. Являлся первым коммерческим бездисковым персональным компьютером компании. В январе 1989 года был заменён на различные модификации DECstation.

## Операционная система и файлы
Операционная система и файлы могут обслуживаться с сервера VAX / VMS, на котором запущено соответствующее программное обеспечение Pathworks. В качестве альтернативы можно было приобрести дополнительный блок расширения, содержащий жёсткий диск объёмом 20 или 40 мегабайт, что позволяло работать как обычному автономному персональный компьютер.

## Оригинальные характеристики
Базовая система содержала 8 МГц процессор Intel 80286 с 1 Мбайт оперативной памяти, дисковод 5¼-гибких дисков ёмкостью 1,2 МБ, 14-дюймовый (по диагонали) янтарный или зеленый монохромный ЭЛТ-монитор и интерфейс Ethernet, которые содержались в системном блоке. Также имелся параллельный порт принтера и последовательный порт связи. В устройстве использовались мышь и клавиатура.
Помимо блока расширения, в качестве опции можно было заказать математический сопроцессор 80287, а оперативную память расширить на 2 или 3 Мбайт. В Северной Америке также был доступен внутренний модем.